# Assembleia Metropolitana de Lisboa
A Assembleia Metropolitana de Lisboa é uma instituição legislativa portuguesa da Área Metropolitana de Lisboa.

## Composição
A Assembleia de Londres compreende 58 membros eleitos, dos quais 39 são eleitos directamente pelo colégio eleitoral dos cidadãos recenseados no território da autarquia metropolitana e os restantes 19 membros são eleitos, um de cada respectiva autarquia metropolitana.

## Órgãos

### Conselho Metropolitano
Órgão deliberativo da Área Metropolitana de Lisboa, constituído pelos presidentes das câmaras municipais dos municípios que integram a área metropolitana (Alcochete, Almada, Amadora, Barreiro, Cascais, Lisboa, Loures, Mafra, Moita, Montijo, Odivelas, Oeiras, Palmela, Seixal, Sesimbra, Setúbal, Sintra e Vila Franca de Xira)

### Comissão Executiva Metropolitana
Órgão executivo da Área Metropolitana de Lisboa, constituído por um primeiro-secretário e por quatro secretários metropolitanos. A lista ordenada dos candidatos a membros da Comissão Executiva Metropolitana é aprovada pelo Conselho Metropolitano, e submetida a votação nas assembleias municipais dos municípios que integram a área metropolitana. 

### Conselho Estratégico para o Desenvolvimento Metropolitano
Órgão de natureza consultiva destinado ao apoio ao processo de decisão dos restantes órgãos da área metropolitana. É constituído por representantes das instituições, entidades e organizações com relevância e intervenção no domínio dos interesses metropolitanos, cabendo ao conselho metropolitano deliberar sobre a sua composição em concreto.

## Eleição direta das assembleias metropolitanas
No âmbito do esforço de descentralização de competências preconizado pelo XXI Governo Constitucional e da necessidade de integração da gestão das cidades de Lisboa e do Porto, haverá pela primeira vez a eleição de uma assembleia metropolitana, da qual sairá o presidente das áreas metropolitanas de Lisboa e do Porto, como cabeça de lista da força política mais votada. Implica a existência de mais um boletim de voto nestas áreas do país.